# Нір Шавів
Нір Йосеф Шавів (івр. ניר יוסף שביב, англ. Nir Joseph Shaviv, нар. 6 липня 1972) — ізраїльсько-американський професор фізики в Інституті фізики Рака Єврейського університету в Єрусалимі.
Він відомий своєю гіпотезою про зміну клімату через сонячні і космічні промені, яка суперечить науковому консенсусу стосовно причин зміни клімату. У 2002 році Шавів висунув гіпотезу про те, що проходи через спіральні рукави Чумацького Шляху були причиною великих льодовикових періодів за останній мільярд років. У його пізнішій роботі, співавтором якої є Ян Вейзер, було встановлено низьку верхню межу впливу CO2  на клімат.
Його найвідомішим внеском у галузь астрофізики була демонстрація того, що світність Еддінгтона не є строгим обмеженням, а саме, що астрофізичні об’єкти можуть бути яскравішими, ніж світність Еддінгтона, не розриваючись при цьому. Це досягається завдяки створенню пористої атмосфери, яка дозволяє випромінюванню виходити назовні, не впливаючи на газ з невеликою силою. Ця теорія була використана для пояснення втрати маси під час гігантського виверження Ети Кіля та еволюції класичних вивержень нових.

## Освіта і кар'єра
Шавів почав відвідувати курси в Ізраїльському технологічному інституті в Хайфі в 13 років. Після 3-річної служби в підрозділі 8200 Збройних сил Ізраїлю він отримав ступінь магістра з фізики у 1994 році та докторський ступінь у 1994–1996 роках. У 1996–1999 роках він був стипендіатом премії Лі Дабріджа в групі TAPIR (Теоретична астрофізика) Каліфорнійського технологічного інституту. Протягом 1999–2001 років працював постдоком в Канадському інституті теоретичної астрофізики. У 2001—2006 роках він був старшим викладачем Інституту фізики Рака Єврейського університету в Єрусалимі, у 2006–2012 роках — асоційованим професором, а з 2012 — професором. У 2008—2011 роках він очолював профспілку викладачів Єврейського університету, а з 2010 по 2014 рік був головою координаційної ради профспілок викладачів. У 2014 році він став членом Інституту перспективних досліджень у Принстоні, а з 2015 по 2019 рік був головою Інституту фізики Рака.

## Наукові дослідження

### Межа світності Еддінгтона
У 1999 році Шавів показав, що неоднорідності в зоряних атмосферах зменшують ефективну непрозорість і, таким чином, збільшують світність Еддінгтона. Пізніше Шавів показав, що атмосфера за своєю суттю є нестабільною при наближенні до світності Еддінгтона, що ці атмосфери розвиватимуть безперервні вітри, що пояснюють появу ета-кіля та класичних вивержень нових.
У 2010 році Шавів зробив передбачення, що наднова типу IIn повинна мати надеддінгтонівські спалахи перед основним вибухом наднової, оскільки надеддінгтонівські стани можуть природним чином пояснити навколозоряний матеріал, присутній навколо наднової під час вибуху (Цей матеріал відповідальний за вузькі лінії, спостережувані в спектрі, тобто «n» у типі IIn). Пізніше такі попередні спалахи були виявлені за допомогою Palomar Transient Factory, що зробило їх першими систематично виявленими попередниками наднових.

### Космічні промені і клімат
Шавів був одним із прихильників впливу космічних променів на клімат. У 2003 році він показав, що потік космічних променів за останній мільярд років можна реконструювати за віком експозиції залізних метеоритів, що ці варіації потоку очікуються від проходження спіральних рукавів, і вони корелюють з появою льодовикових періодів на Землі. У пізнішій роботі з Яном Вейзером було продемонстровано, що реконструкція температури в фанерозої корелює з потоком космічних променів, але не корелює з реконструкцією CO2, таким чином встановлюючи верхню межу впливу CO2. Це викликало кілька реакцій кліматичної спільноти та спростування Шавіва та його колег.
Він також показав, що зв’язок космічного випромінювання з кліматом частково пояснює парадокс слабкого молодого сонця, оскільки повільне зменшення сонячного вітру спричиняє охолодження, яке компенсує збільшення сонячного випромінювання. Крім того, довготривала активність зореутворення в Чумацькому Шляху корелює з довгостроковими коливаннями клімату.
У пізнішій роботі з Андреасом Прокофом і Яном Вейзером було стверджено, що реконструйована температура має чітке коливання протягом 32 мільйонів років, яке узгоджується з рухом Сонячної системи перпендикулярно до галактичної площини. Здається, коливання також має вторинну модуляцію, що відповідає радіальному епіциклічному руху Сонячної системи.

### Змінність Сонця та чутливість клімату
Існування значного зв’язку між космічним випромінюванням і кліманом означає, що змінність Сонця також матиме великий вплив на клімат. Тому Шавів відстоював ідею про те, що природні зміни клімату відіграють значну роль у зміні клімату XX століття. Крім того, якщо збільшення сонячної активності протягом XX століття сприяло потеплінню на додаток до антропогенного впливу, то загальна чутливість клімату повинна бути нижчою, ніж передбачається стандартними сценаріями, які не включають вплив космічних променів.
У 2008 році Шавів використав океани як гігантський калориметр для кількісної оцінки впливу сонячного опромінення. Він виявив, що варіації від піку до піку близькі до 1 Вт/м 2, що значно більше, ніж можна очікувати від змін сонячного опромінення. У 2011 році він разом із Шломі Зіскіним опублікував статтю, в якій стверджував, що змінність Сонця пояснює приблизно половину потепління XX століття, а іншу половину можна віднести до антропогенного впливу.
Сонячна гіпотеза Шавіва була заперечена Майком Локвудом і Клаусом Фрейліхом під час аналізу випромінювання Сонця за останні 25 років. Вони стверджують, що сонячна активність зменшується з 1985 року, тоді як глобальна температура продовжує зростати. Шавів стверджує, що аналіз Локвуда і Фрейліха є хибним з ряду причин. По-перше, хоча активність сонячних плям знизилася після 1985 року, потік космічних променів досяг мінімуму в 1992 році і сприяв потеплінню протягом 1990-х років. По-друге, Шавів стверджує, що короткочасні коливання радіаційного впливу гасять океани, що призводить до відставання між змінами сонячного випромінювання та впливом на глобальну температуру. Незважаючи на те, що максимум 2001 року був слабшим, ніж максимум 1990 року, підвищення сонячної активності протягом попередніх десятиліть все ще мало ефект потепління, подібно до затримки між полуднем і найспекотнішою годиною дня. Пізніше кількісне моделювання показало, що розбіжності дійсно немає.

## Неприйняття антропогенних змін клімату
Шавів не погоджується з науковим консенсусом щодо зміни клімату, спричиненої людиною. Він стверджує, що зміни сонячної активності створили від половини до двох третин потепління протягом XX століття, і що чутливість клімату має бути на низькому боці ΔTx2 =1,3±0,4 °C порівняно з діапазоном IPCC ΔTx2 =1,5 до 4,5 °C (зміна температури при подвоєнні кількості CO2).
Шавів дав інтерв’ю для документального фільму «Шахрайство з глобальним потеплінням».
У 2012 році разом із Вернером Вебером, Хенріком Свенсмарком і Ніколою Скафеттою він взяв участь у написанні книги Die kalte Sonne. Warum die Klimakatastrophe nicht stattfindet (Холодне сонце. Чому кліматичної катастрофи не існує) Фріца Варенхольта та Себастьяна Люнінга. Книга заперечувала зміни клімату, яка викликала значний інтерес у Німеччині. Численні вчені критикували книгу та вважали її основні припущення або застарілими, або дуже спекулятивними.
У 2018 році комітет з навколишнього середовища німецького Бундестагу запросив його як експерта до німецького парламенту. Там він заперечив, що вуглекислий газ мав істотний вплив на зміну клімату, і заявив, що Міжурядова група експертів зі зміни клімату (IPCC) ігнорує інформацію про те, що Сонце є головною причиною зміни клімату.
Нір Шавів був спікером Гартландівського інституту.

## Нагороди
- 1996 — Нагорода Фонду Вольфа за відмінні досягнення в аспірантурі
- 1996 — Стипендія Лі А. ДюБріджа в Каліфорнійському технологічному інституті
- 2000 — Стипендія Беатріс Тремейн у Торонто
- 2004 — Лекція Зігфріда Самуеля Вольфа з ядерної фізики
- 2014 — Стипендія IBM Einstein, Інститут перспективних досліджень, Принстон